# 燒酒
燒酒，中國元代以及日本又稱為燒酎，是東亞傳統蒸餾酒的一類，是以麴類、酒母為糖化發酵劑，並以穀物等淀粉質（糖質）原料，經蒸煮、糖化、發酵、蒸餾、陳釀和勾兑而釀制而成的酒，色透明。依照出產地區可分為中國燒酒（白酒）、日本燒酒（燒酎）、韩国烧酒、琉球燒酒（泡盛）等。
雖然同為燒酒，但中國製的酒精濃度遠比日本及韓國的更高，日韓兩地本土並不流行產酒精濃度過高的烈酒。

## 名稱
酎，源自中國上古漢語，指經過二次以上製造過程的烈酒，燒，則是形容它的口感辛烈。在中國元代，亞力酒及其製法傳入中國，這類型的酒被稱為燒酎。明代之後，在中國改稱為燒酒，但在日本仍然保留了燒酎的稱呼。
因其顏色透明，有如露水，又稱露酒。

## 法律定義

### 日本
日本酒稅法中，燒酎是一種蒸餾酒類的統稱，可分成連續式蒸餾與單次蒸餾兩大類。琉球群島的泡盛，在法律上，也被視為是一種燒酎。其酒精含量一般在25%左右，但有些品种的酒精含量高达45%。
根據日本酒稅法中，只要符合以下四項定義的含酒精飲料，就可以稱為燒酎：
- 使用發芽穀類來釀造
- 使用白樺炭來過濾
- 在進行蒸餾時，不能加入其他用途的添加物
- 連續式蒸餾的酒類，酒精濃度不能超過36%，單式蒸餾法製成的，酒精濃度必須低於45度

## 歷史
燒酒的起源，可能可以追溯到中东亚力酒，這種酒與其蒸餾製造法，在元代，傳入中國。